# Kohlberg (Waldviertel)
Kohlberg är en kulle i Österrike.   Den ligger i distriktet Horn och förbundslandet Niederösterreich, i den nordöstra delen av landet, 70 km nordväst om huvudstaden Wien. Toppen på Kohlberg är 491 meter över havet, eller 54 meter över den omgivande terrängen. Bredden vid basen är 7,4 km.
Terrängen runt Kohlberg är huvudsakligen lite kuperad. Närmaste större samhälle är Retz, 7,7 km öster om Kohlberg. 
Trakten runt Kohlberg består till största delen av jordbruksmark. Runt Kohlberg är det ganska glesbefolkat, med 40 invånare per kvadratkilometer.